# Marc Pickering
Marc Pickering (Kingston upon Hull, 5 de junio de 1985) es un actor de teatro, cine y televisión británico que apareció en las películas Sleepy Hollow y Calendar Girls.

## Vida y carrera
Pickering nació en Kingston upon Hull, East Riding of Yorkshire. Empezó a actuar a los 8 años cuando vio un letrero de audición para The Sound of Music (musical). Aunque no consiguió el papel estaba dispuesto a participar y se unió al Nacional Juvenil teatro musical. Cuando tenía 12 años, uno de los directores del teatro, Jeremy James Taylor lo propuso como joven Masbath en la película Sleepy Hollow, dirigida por Tim Burton.
En 2003 se unió al reparto de Calendar Girls junto a Helen Mirren y Julie Walters.
En 2012 se incorporó al célebre musical Los miserables (musical).
En 2014 se incorpora al elenco de la aclamada serie de televisión Boardwalk Empire interpretando a Nucky Thompson en su juventud.

## Filmografía
- 1999: Sleepy Hollow: Masbath
- 2003: Calendar Girls: Gaz
- 2006: Cashback (película): Brian « Kung-Fu »
- 2006: Inspecteurs associés (serie de TV, 2 episodioss): Sammy Hogarth
- 2011: The Task: Randall
- 2012: Los miserables (musical): Montparnasse
- 2014: Boardwalk Empire' (serie de TV):1897 Nucky Thompson